# 理想咬合
理想咬合（りそうこうごう、英: Ideal occlusion）とは、人間にとってもっとも適切と想定される噛み合わせ状態である。

## 意義
理想咬合は、人間の理想的噛み合わせ状態であるので、歯科補綴治療の目標として設定される。当初は、総義歯に与える咬合として設定されたが、その後、有歯顎の治療目標としても理想咬合が設定されるようになった。現在は、不正咬合の分析に際して、診断の指標として使用されている。

## 歴史
理想咬合は、過去100年以上の間にバランスド・オクルージョンからオルガニック・オクルージョンへと変遷し、また、グループ・ファンクション・オクルージョンの咬合様式へと発展した。理想咬合の発展は、各時代ごとに特徴がある。

### 19世紀後半
1854年、Bonwillは、4,000例の解剖標本と6,000例の生体を観察して「ボンウィル三角」の理論を発表した。また、Bonwillは、「三点接触」の理論を考案し、総義歯の咬合平衡を得ようとした。Speeは、多数の頭蓋骨を観察し、犬歯の遠心隅角と下顎臼歯部歯列の頬側咬頭および下顎頭の前縁を結ぶ矢状面投影は、ひとつの円弧を形作ることを発見し、1890年にこの円弧を「スピーの彎曲」と命名した。これら「ボンウィル三角」「三点接触」「スピーの彎曲」の理論に基づいて、1890年ごろから歯科医学界は、理想咬合としてバランスド・オクルージョンを使うようになり、この咬合を再現することが補綴の究極目標と考えられるようになった。

### 20世紀前半
1920年代には、それまで発見された研究業績がまとめられ、ひとつの系統立った下顎運動理論が発展してきた。Monsonは、Speeの理論をすべての下顎運動に拡大した球面を想定し、その半径は10cmになるという仮説を立て、これを「球面説」と名付けた。1926年、Hanauは「Hanau Quint」と称する総義歯に関する総合的下顎運動理論を発表した。Hanauの咬合理論は、解剖学的な顆路傾斜角と切歯路角に基づいて、総義歯に与えられる理想咬合としてバランスド・オクルージョンを設定した。
1926年、McCollumは、Stallard、Stuartらをメンバーとしてカルフォルニア・ナソロジカル・ソサエティーを設立し、ナソロジーの本格的な下顎運動研究のスタートを切った。その当時、McCollumも治療目標としてバランスド・オクルージョンを選んでいる。バランスド・オクルージョンの理論は、補綴学的理想咬合としてもっとも初期に確立されたものといえる。このバランスド・オクルージョンの理論は、最初総義歯のための理想咬合として発案されたものである。しかし、年月の経過とともに、無歯顎、有歯顎に関わらず、広く理想咬合として承認されるようになった。

### 20世紀後半
1950年代になって、StallardとStuartは、バランスド・オクルージョンを与えた有歯顎の症例の大多数が失敗に終わったことを知り、この咬合が果たして理想咬合といえるかどうか疑問を感じるようになった。このバランスド・オクルージョンに対する批判は、ナソロジー学派内に派閥を生じさせることになった。
1958年、D'Amicoは、人類学と古生物学の研究を行い、霊長類の歯の中で、犬歯は歯列において常に支配的な位置にあり、しかも、その機能が一定していることを発見した。霊長類の犬歯は、常に下顎の犬歯と第一小臼歯に咬合している。そして、犬歯のもっとも重要な機能は下顎を咬頭嵌合位に導いて、その他の歯が咬頭嵌合位に達するまでの間に互いに接触するのを防止することにある。このような犬歯の誘導作用によって、不必要な歯の接触はなくなり、咬耗は防止される。これらの治験に基づいて、D'Amicoは、バランスド・オクルージョンに反対し、天然歯のための理想咬合として、犬歯誘導咬合を誕生させる下地を作った。犬歯誘導咬合は、下顎の偏心運動を犬歯によって誘導させることとし、臼歯離開咬合を付与する。最初にStallardが犬歯の持つ重要性に気づき、その後、D'Amicoが古生物学的ならびに人類学的な研究を基盤として、この理論が提唱された。犬歯誘導咬合は、カスピッド・プロテクテッド・オクルージョンと呼ばれ、後に、ミューチュアリー・プロテクテッド・オクルージョンの一要件とされている。この咬合様式では、上顎犬歯は下顎の前方運動、側方運動の区別なく、すべての偏心運動時に下顎を誘導し、上下顎の切歯、小臼歯、大臼歯に水平ベクトルを生じさせることを防ぐ働きがある。しかし、人間では犬歯が下顎の前方運動を誘導することは稀であり、犬歯誘導の咬合形式は、側方運動時にのみ認められるのが普通である。
Stallardは、高齢にもかかわらず理想的な咬合状態を維持しているヒトの口腔を検査したところ、側方運動時に臼歯部歯列が接触することは皆無で、咀嚼は垂直方向への運動だけで営まれていることを発見した。そして、前歯は咬頭嵌合位では接触せず、ここに、前歯が臼歯を保護し、臼歯が前歯を保護する関係を明らかにした。そして、Stallardは、この事実に基づいてミューチュアリー・プロテクテッド・オクルージョンの概念を提唱した。その後、いくつかの改良が加えられ、オルガニック・オクルージョンと改名された。この咬合様式は、中心位と咬頭嵌合位が一致し、ポイント・セントリックになっている。このとき、臼歯部歯列は1歯対1歯のカスプ・フォッサの関係で嵌合するが、前歯は約25μ程度離開している。そして、前方運動がはじまると上顎4切歯が下顎前歯の切端をガイドし、それより遠心の歯は接触しない。一方、側方運動時には、作業側の上顎犬歯の舌面が、下顎犬歯の遠心切端と第一小臼歯の頬側咬頭の近心咬頭の近心斜面をガイドし、それ以外の歯を接触させない。
ミューチュアリー・プロテクテッド・オクルージョンは、天然歯の理想咬合として、また、オルガニック・オクルージョンは、補綴学的理想咬合として認識されている。
1963年、Schuylerは、まったく異なった見地から、グループ・ファンクション・オクルージョンを有歯顎の理想咬合として提唱した。この理想咬合は、Lauritzen、Ramfjord、Schweitzer、Shore、Choen、Pankey、Mannらに支持された。この咬合の特徴は、側方運動時に側方圧を作業側の歯全般に負担させることにある。さらに、この咬合様式は、中心位と咬頭嵌合位の間にわずかなずれを許す領域を与えることである。この許容範囲をロング・セントリックと呼ばれている。グループ・ファンクション・オクルージョンは、大多数の成人が持っている咬合のパターンで、このタイプの咬合を補綴物に与えるために咬合面を特別に作り直す必要はない。

### 現在
現在、一般的に理想咬合は、総義歯のための咬合としてバランスド・オクルージョンを、有歯顎の治療目標としてグループ・ファンクション・オクルージョンが適切と考えられている。
一方、Dawsonは、自身の著書の中で「完全な歯科医療の到達目標」を提唱している。その内容は、以下の通りである。
1. 咀嚼系の全ての構造においていかなる疾患もないこと
2. 健康な歯周組織を維持できること
3. 顎関節が安定していること
4. 咬合が安定していること
5. 健康な歯を維持できること
6. 口腔機能が快適であること
7. 望ましい審美性であること

この中に理想咬合は存在しない。現在の歯科医療の治療目標として理想咬合を設定すること自体が今後の議論の対象となる。